# Liste der Ober- und Mittelzentren in Nordrhein-Westfalen
Die Liste der Ober- und Mittelzentren in Nordrhein-Westfalen listet alle Oberzentren und Mittelzentren in Nordrhein-Westfalen auf. Grundzentren werden nicht aufgeführt. Grundlage ist der Landesentwicklungsplan Nordrhein-Westfalen.
Die Einträge sind nach Landkreis sortiert.

## Oberzentren
| Zentrum         | Kreis                     | Regierungsbezirk |
| --------------- | ------------------------- | ---------------- |
| Aachen          | Städteregion Aachen       | Köln             |
| Bielefeld       | Kreisfreie Stadt          | Detmold          |
| Bochum          | Kreisfreie Stadt          | Arnsberg         |
| Bonn            | Kreisfreie Stadt          | Köln             |
| Dortmund        | Kreisfreie Stadt          | Arnsberg         |
| Duisburg        | Kreisfreie Stadt          | Düsseldorf       |
| Düsseldorf      | Kreisfreie Stadt          | Düsseldorf       |
| Essen           | Kreisfreie Stadt          | Düsseldorf       |
| Hagen           | Kreisfreie Stadt          | Arnsberg         |
| Köln            | Kreisfreie Stadt          | Köln             |
| Krefeld         | Kreisfreie Stadt          | Düsseldorf       |
| Mönchengladbach | Kreisfreie Stadt          | Düsseldorf       |
| Münster         | Kreisfreie Stadt          | Münster          |
| Paderborn       | Kreis Paderborn           | Detmold          |
| Siegen          | Kreis Siegen-Wittgenstein | Arnsberg         |
| Wuppertal       | Kreisfreie Stadt          | Düsseldorf       |

## Mittelzentren

### Kreisfreie Städte
| Zentrum             | Regierungsbezirk |
| ------------------- | ---------------- |
| Bottrop             | Münster          |
| Gelsenkirchen       | Münster          |
| Hamm                | Arnsberg         |
| Herne               | Arnsberg         |
| Leverkusen          | Köln             |
| Mülheim an der Ruhr | Düsseldorf       |
| Oberhausen          | Düsseldorf       |
| Remscheid           | Düsseldorf       |
| Solingen            | Düsseldorf       |

### Kreisangehörige Städte
Die Städte werden nach den Regierungsbezirken und innerhalb dieser nach den Kreisen (jeweils in alphabetischer Reihenfolge) geordnet.
| Zentrum                | Kreis                      | Regierungsbezirk |
| ---------------------- | -------------------------- | ---------------- |
| Ennepetal              | Ennepe-Ruhr-Kreis          | Arnsberg         |
| Gevelsberg             | Ennepe-Ruhr-Kreis          | Arnsberg         |
| Hattingen              | Ennepe-Ruhr-Kreis          | Arnsberg         |
| Herdecke               | Ennepe-Ruhr-Kreis          | Arnsberg         |
| Schwelm                | Ennepe-Ruhr-Kreis          | Arnsberg         |
| Sprockhövel            | Ennepe-Ruhr-Kreis          | Arnsberg         |
| Wetter (Ruhr)          | Ennepe-Ruhr-Kreis          | Arnsberg         |
| Witten                 | Ennepe-Ruhr-Kreis          | Arnsberg         |
| Arnsberg               | Hochsauerlandkreis         | Arnsberg         |
| Brilon                 | Hochsauerlandkreis         | Arnsberg         |
| Marsberg               | Hochsauerlandkreis         | Arnsberg         |
| Schmallenberg          | Hochsauerlandkreis         | Arnsberg         |
| Sundern                | Hochsauerlandkreis         | Arnsberg         |
| Winterberg             | Hochsauerlandkreis         | Arnsberg         |
| Meschede               | Hochsauerlandkreis         | Arnsberg         |
| Altena                 | Märkischer Kreis           | Arnsberg         |
| Hemer                  | Märkischer Kreis           | Arnsberg         |
| Iserlohn               | Märkischer Kreis           | Arnsberg         |
| Lüdenscheid            | Märkischer Kreis           | Arnsberg         |
| Meinerzhagen           | Märkischer Kreis           | Arnsberg         |
| Menden (Sauerland)     | Märkischer Kreis           | Arnsberg         |
| Plettenberg            | Märkischer Kreis           | Arnsberg         |
| Werdohl                | Märkischer Kreis           | Arnsberg         |
| Attendorn              | Olpe                       | Arnsberg         |
| Lennestadt             | Olpe                       | Arnsberg         |
| Olpe                   | Olpe                       | Arnsberg         |
| Bad Berleburg          | Siegen-Wittgenstein        | Arnsberg         |
| Bad Laasphe            | Siegen-Wittgenstein        | Arnsberg         |
| Kreuztal               | Siegen-Wittgenstein        | Arnsberg         |
| Neunkirchen            | Siegen-Wittgenstein        | Arnsberg         |
| Geseke                 | Soest                      | Arnsberg         |
| Lippstadt              | Soest                      | Arnsberg         |
| Soest                  | Soest                      | Arnsberg         |
| Warstein               | Soest                      | Arnsberg         |
| Werl                   | Soest                      | Arnsberg         |
| Bergkamen              | Unna                       | Arnsberg         |
| Kamen                  | Unna                       | Arnsberg         |
| Lünen                  | Unna                       | Arnsberg         |
| Schwerte               | Unna                       | Arnsberg         |
| Selm                   | Unna                       | Arnsberg         |
| Unna                   | Unna                       | Arnsberg         |
| Werne                  | Unna                       | Arnsberg         |
| Gütersloh              | Gütersloh                  | Detmold          |
| Halle (Westf.)         | Gütersloh                  | Detmold          |
| Rheda-Wiedenbrück      | Gütersloh                  | Detmold          |
| Rietberg               | Gütersloh                  | Detmold          |
| Bünde                  | Herford                    | Detmold          |
| Herford                | Herford                    | Detmold          |
| Löhne                  | Herford                    | Detmold          |
| Vlotho                 | Herford                    | Detmold          |
| Bad Driburg            | Höxter                     | Detmold          |
| Beverungen             | Höxter                     | Detmold          |
| Brakel                 | Höxter                     | Detmold          |
| Höxter                 | Höxter                     | Detmold          |
| Steinheim              | Höxter                     | Detmold          |
| Warburg                | Höxter                     | Detmold          |
| Bad Salzuflen          | Lippe                      | Detmold          |
| Barntrup               | Lippe                      | Detmold          |
| Blomberg               | Lippe                      | Detmold          |
| Detmold                | Lippe                      | Detmold          |
| Horn-Bad Meinberg      | Lippe                      | Detmold          |
| Lage                   | Lippe                      | Detmold          |
| Lemgo                  | Lippe                      | Detmold          |
| Bad Oeynhausen         | Minden-Lübbecke            | Detmold          |
| Espelkamp              | Minden-Lübbecke            | Detmold          |
| Lübbecke               | Minden-Lübbecke            | Detmold          |
| Minden                 | Minden-Lübbecke            | Detmold          |
| Petershagen            | Minden-Lübbecke            | Detmold          |
| Porta Westfalica       | Minden-Lübbecke            | Detmold          |
| Büren                  | Paderborn                  | Detmold          |
| Delbrück               | Paderborn                  | Detmold          |
| Emmerich am Rhein      | Kleve                      | Düsseldorf       |
| Geldern                | Kleve                      | Düsseldorf       |
| Goch                   | Kleve                      | Düsseldorf       |
| Kevelaer               | Kleve                      | Düsseldorf       |
| Kleve                  | Kleve                      | Düsseldorf       |
| Erkrath                | Mettmann                   | Düsseldorf       |
| Haan                   | Mettmann                   | Düsseldorf       |
| Heiligenhaus           | Mettmann                   | Düsseldorf       |
| Hilden                 | Mettmann                   | Düsseldorf       |
| Langenfeld (Rheinland) | Mettmann                   | Düsseldorf       |
| Mettmann               | Mettmann                   | Düsseldorf       |
| Monheim                | Mettmann                   | Düsseldorf       |
| Ratingen               | Mettmann                   | Düsseldorf       |
| Velbert                | Mettmann                   | Düsseldorf       |
| Wülfrath               | Mettmann                   | Düsseldorf       |
| Dormagen               | Rhein-Kreis Neuss          | Düsseldorf       |
| Grevenbroich           | Rhein-Kreis Neuss          | Düsseldorf       |
| Kaarst                 | Rhein-Kreis Neuss          | Düsseldorf       |
| Korschenbroich         | Rhein-Kreis Neuss          | Düsseldorf       |
| Meerbusch              | Rhein-Kreis Neuss          | Düsseldorf       |
| Neuss                  | Rhein-Kreis Neuss          | Düsseldorf       |
| Kempen                 | Viersen                    | Düsseldorf       |
| Nettetal               | Viersen                    | Düsseldorf       |
| Schwalmtal             | Viersen                    | Düsseldorf       |
| Tönisvorst             | Viersen                    | Düsseldorf       |
| Viersen                | Viersen                    | Düsseldorf       |
| Willich                | Viersen                    | Düsseldorf       |
| Dinslaken              | Wesel                      | Düsseldorf       |
| Hamminkeln             | Wesel                      | Düsseldorf       |
| Kamp-Lintfort          | Wesel                      | Düsseldorf       |
| Moers                  | Wesel                      | Düsseldorf       |
| Neukirchen-Vluyn       | Wesel                      | Düsseldorf       |
| Rheinberg              | Wesel                      | Düsseldorf       |
| Voerde                 | Wesel                      | Düsseldorf       |
| Wesel                  | Wesel                      | Düsseldorf       |
| Xanten                 | Wesel                      | Düsseldorf       |
| Alsdorf                | Städteregion Aachen        | Köln             |
| Baesweiler             | Städteregion Aachen        | Köln             |
| Eschweiler             | Städteregion Aachen        | Köln             |
| Herzogenrath           | Städteregion Aachen        | Köln             |
| Monschau               | Städteregion Aachen        | Köln             |
| Stolberg (Rheinland)   | Städteregion Aachen        | Köln             |
| Würselen               | Städteregion Aachen        | Köln             |
| Düren                  | Düren                      | Köln             |
| Jülich                 | Düren                      | Köln             |
| Euskirchen             | Euskirchen                 | Köln             |
| Mechernich             | Euskirchen                 | Köln             |
| Schleiden              | Euskirchen                 | Köln             |
| Erkelenz               | Heinsberg                  | Köln             |
| Geilenkirchen          | Heinsberg                  | Köln             |
| Heinsberg              | Heinsberg                  | Köln             |
| Hückelhoven            | Heinsberg                  | Köln             |
| Übach-Palenberg        | Heinsberg                  | Köln             |
| Wegberg                | Heinsberg                  | Köln             |
| Engelskirchen          | Oberbergischer Kreis       | Köln             |
| Gummersbach            | Oberbergischer Kreis       | Köln             |
| Radevormwald           | Oberbergischer Kreis       | Köln             |
| Waldbröl               | Oberbergischer Kreis       | Köln             |
| Wipperfürth            | Oberbergischer Kreis       | Köln             |
| Bedburg                | Rhein-Erft-Kreis           | Köln             |
| Bergheim               | Rhein-Erft-Kreis           | Köln             |
| Brühl                  | Rhein-Erft-Kreis           | Köln             |
| Erftstadt              | Rhein-Erft-Kreis           | Köln             |
| Frechen                | Rhein-Erft-Kreis           | Köln             |
| Hürth                  | Rhein-Erft-Kreis           | Köln             |
| Kerpen                 | Rhein-Erft-Kreis           | Köln             |
| Pulheim                | Rhein-Erft-Kreis           | Köln             |
| Wesseling              | Rhein-Erft-Kreis           | Köln             |
| Bergisch Gladbach      | Rheinisch-Bergischer Kreis | Köln             |
| Leichlingen            | Rheinisch-Bergischer Kreis | Köln             |
| Wermelskirchen         | Rheinisch-Bergischer Kreis | Köln             |
| Bad Honnef             | Rhein-Sieg-Kreis           | Köln             |
| Bornheim               | Rhein-Sieg-Kreis           | Köln             |
| Eitorf                 | Rhein-Sieg-Kreis           | Köln             |
| Hennef                 | Rhein-Sieg-Kreis           | Köln             |
| Königswinter           | Rhein-Sieg-Kreis           | Köln             |
| Lohmar                 | Rhein-Sieg-Kreis           | Köln             |
| Niederkassel           | Rhein-Sieg-Kreis           | Köln             |
| Rheinbach              | Rhein-Sieg-Kreis           | Köln             |
| Sankt Augustin         | Rhein-Sieg-Kreis           | Köln             |
| Siegburg               | Rhein-Sieg-Kreis           | Köln             |
| Troisdorf              | Rhein-Sieg-Kreis           | Köln             |
| Ahaus                  | Borken                     | Münster          |
| Bocholt                | Borken                     | Münster          |
| Borken                 | Borken                     | Münster          |
| Gronau (Westf.)        | Borken                     | Münster          |
| Stadtlohn              | Borken                     | Münster          |
| Vreden                 | Borken                     | Münster          |
| Coesfeld               | Coesfeld                   | Münster          |
| Dülmen                 | Coesfeld                   | Münster          |
| Lüdinghausen           | Coesfeld                   | Münster          |
| Castrop-Rauxel         | Recklinghausen             | Münster          |
| Datteln                | Recklinghausen             | Münster          |
| Dorsten                | Recklinghausen             | Münster          |
| Gladbeck               | Recklinghausen             | Münster          |
| Haltern                | Recklinghausen             | Münster          |
| Herten                 | Recklinghausen             | Münster          |
| Marl                   | Recklinghausen             | Münster          |
| Oer-Erkenschwick       | Recklinghausen             | Münster          |
| Recklinghausen         | Recklinghausen             | Münster          |
| Waltrop                | Recklinghausen             | Münster          |
| Emsdetten              | Steinfurt                  | Münster          |
| Greven                 | Steinfurt                  | Münster          |
| Ibbenbüren             | Steinfurt                  | Münster          |
| Lengerich              | Steinfurt                  | Münster          |
| Ochtrup                | Steinfurt                  | Münster          |
| Rheine                 | Steinfurt                  | Münster          |
| Steinfurt              | Steinfurt                  | Münster          |
| Ahlen                  | Warendorf                  | Münster          |
| Beckum                 | Warendorf                  | Münster          |
| Oelde                  | Warendorf                  | Münster          |
| Warendorf              | Warendorf                  | Münster          |